# Raymond Smullyan
Raymond Merrill Smullyan (ur. 25 maja 1919 w Far Rockaway na Long Island w Nowym Jorku, zm. 6 lutego 2017 w Hudson) – amerykański matematyk, logik, filozof i „matemagik”.

## Życiorys
W 1943 podjął studia na Uniwersytecie Wisconsin, po roku przerwał jednak naukę tam i przeniósł się do Chicago. Wkrótce potem wyjechał do Nowego Jorku, gdzie spędził kolejne dwa lata. W tym okresie utrzymywał się m.in. z pokazów sztuczek magicznych w nocnych klubach. W 1949 wrócił do Chicago, gdzie brał udział w różnych kursach uniwersyteckich, jednocześnie pracując jako sztukmistrz. 
Dopiero w 1955 uzyskał tytuł B.S. z Uniwersytetu w Chicago. W 1959 doktoryzował się na Uniwersytecie w Princeton (pod kierunkiem Alonzo Churcha)
Od 1958 do 1961 pracował na Uniwersytecie w Princeton, a od 1961 do 1968 na Yeshiva University w Nowym Jorku. Od 1968 do przejścia na emeryturę w 1982 wykładał na City University of New York (CUNY).

## Dorobek
Autor szeregu prac z zakresu logiki matematycznej i filozofii, a także licznych opracowań popularnych. Wśród jego książek przetłumaczonych na język polski znajdują się: 
- Tao jest milczeniem; przeł. z ang. Ewa Hornowska. Dom Wydawniczy „Rebis”, Poznań 1995. ISBN 83-7120-256-3
- Zagadki szachowe Sherlocka Holmesa; przeł. z ang. Anna Wójtowicz. „Książka i Wiedza”, Warszawa 1999. (Tyt. oryg.: Chess mysteries of Sherlock Holmes) ISBN 83-05-13042-8
- Dama czy tygrys; przeł. z ang. Bohdan Chwedeńczuk. Wydanie 2. „Książka i Wiedza”, Warszawa 2003. (Tyt. oryg.: Lady or the tiger? and other logic puzzles) ISBN 83-05-13287-0
- Jaki jest tytuł tej książki?; z ang. przeł. Bohdan Chwedeńczuk. Wydanie 3. „Książka i Wiedza”, Warszawa 2004. (Tyt. oryg.: What is the name of this book?) ISBN 83-05-13326-5
- Zagadki Szeherezady i inne zdumiewające łamigłówki, dawne i współczesne; z ang. przeł. Paweł Kliber. „Książka i Wiedza”, Warszawa 2004. (Tyt. oryg.: Riddle of Scheherazade and other amazing puzzles, ancient and modern) ISBN 83-05-13347-8
- Szatan, Cantor i nieskończoność oraz inne łamigłówki; z ang. przeł. Anna i Krzysztof Wójtowicz. „Książka i Wiedza”, Warszawa 2005. (Tyt. oryg.: Satan, Cantor, and infinity, and other mind-boggling puzzles) ISBN 83-05-13403-2
- Przedrzeźniać przedrzeźniacza oraz inne zagadki logiczne łącznie z zadziwiającą przygodą w krainie logiki kombinatorycznej; z ang. przeł. Jerzy Pogonowski. „Książka i Wiedza”, Warszawa 2007. (Tyt. oryg.: To mock a mockingbird: and other logic puzzles including an amazing adventure in combinatory logic) ISBN 978-83-05-13485-9
- Na zawsze nierozstrzygnięte. Zagadkowy przewodnik po twierdzeniach Gödla; z ang. przeł. Jerzy Pogonowski. „Książka i Wiedza”, Warszawa 2007. (Tyt. oryg.: Forever Undecided. A Puzzle Guide to Gödel) ISBN 978-83-05-13498-9